# ماكس هيرمان
ماكس هيرمان (بالألمانية: Max Herrmann )‏ (و. 1865 – 1942 م) هو مختص في الدراسات المسرحية ‏، ومؤرخ، وعالم اجتماع ألماني، ولد في برلين، توفي في معسكر تريزنشتات، عن عمر يناهز 77 عاماً.